# Erigorgus barbaricus
Erigorgus barbaricus là một loài tò vò trong họ Ichneumonidae.